# رسم منظوري
المنظورية (بالإنجليزية: Perspective)‏ هو تمثيل الأجسام المرئية على سطح منبسط (اللوحة)، لا كما هي في الواقع ولكن كما تبدو لعين الناظر في وضع معين وعلى بعد معين من خلال زوايا رؤية مختلفة. إن المنظور كما تراه عين الإنسان هو ظاهرة بصرية تدخل في تعريفها عوامل فيزيولوجية وضوئية فعندما ينظر الإنسان إلى جسم ما تتكون لديه صورتان لهذا الجسم تتطابقان لتعطيان صورة واحدة فيها ذلك الإحساس الذي يساعد على تقدير العمق. يمكن تقسيم الألوان إلى قسمين، الألوان الدافئة، وهي التي تشعرك بالدفء عند النظر إليها، مثل الأحمر ومشتقاته، والأصفر ومشتقاته، والألوان الباردة، وهي التي توحي للبرودة والارتياح، وهي الأزرق ودرجاته، والأخضر ودرجاته.
تقسيم الألوان له أثر كبير في المنظور اللوني من حيث الإيحاء بالدفء أو البرودة، فالألوان لها دور في الإحساس بالعمق ولها دلالة على الإحساس بالبعد الثالث في العمل الفني على الرغم من أنها تعدو ان تكون مسطحا ذا بعدين. تقع العين على الألوان الدافئة قبل الألوان الباردة، إذ أن الألوان الحارة موجتها أطول من الألوان الباردة، وهي تبدو متقدمة والألوان الباردة تبدو متأخرة، كمثال عندما تنظر إلى الطبيعة وخاصة في فصل الربيع، فإننا نرى الزهور الحمراء والصفراء تقع في مقدمة الصورة والألوان الزرقاء والخضراء تشكل أرضية للألوان الحارة مما يساعد على تأكيد العمق. وعندما توزع مجموعة من الألوان في مساحة ما نستطيع تمييز اللون في البعد القريب، فاللون الأصفر تحسه العين ويظهر على بعده الحقيقي، في حين أن ألوان الأخضر والأزرق تظهر مبتعدة، أي تظهر وكأنها متراجعة إلى الوراء، أما الأحمر فيبدو أقرب إلى النظر من المسافة الحقيقية وهذا ما يعرف بـ التأثير المنظوريِ للألوان.

## المنظور اللوني من حيث شدة اللون

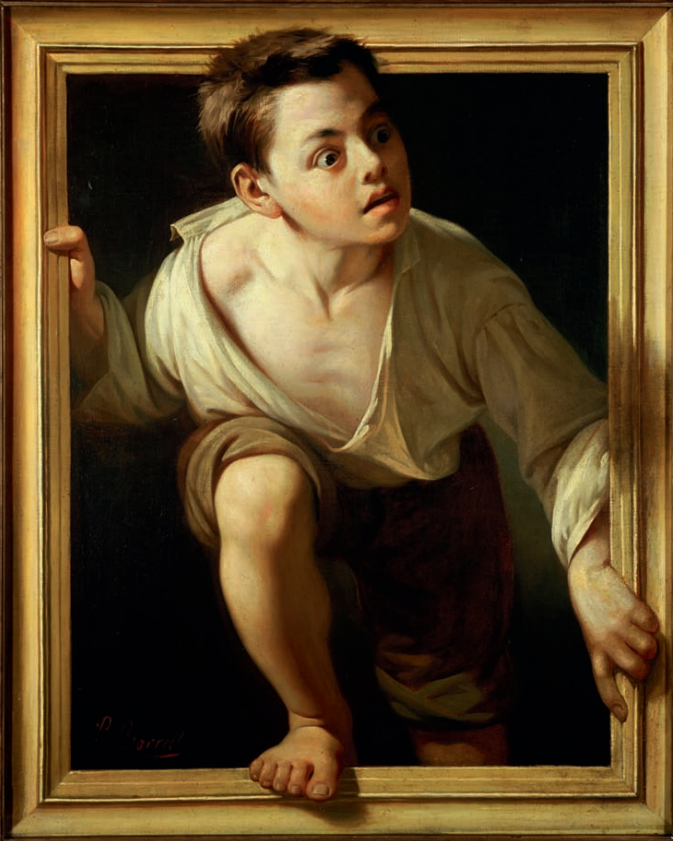
الخداع البصري

إن شدة اللون هي درجة تشعبه ولها الأثر الكبير في عملية المنظور اللوني وعلاقته بالأحاسيس بمدى بعد أو قرب هذا اللون عن المشاهد، فعند النظر إلى الطبيعة ذات المدى البعيد نجد أن طبقات الجو تتكاثف وتؤدي دورًا في عمل ضبابية بين الأشكال والألوان والعين وتصبح درجة تشبع هذه الألوان قليلة كلما ابتعدت تلك الألوان عن العين واقتربت من اللون الرمادي المزرق الذي يشبه لون السماء. والنتيجة أن الألوان التي تكون مشبعة تبدو واضحة وتظهر قريبة من المشاهد العين عكس الألوان التي تكون أكثر شحوبا من الأشياء القريبة، واللون الأخضر المختلط مع اللون الرمادي يظهر على الأشجار البعيدة جدا وتبدو التفاصيل غير واضحة نتيجة وجود الضبابية الجوية المكونة من الضباب والغبار.

## المنظور اللوني والخداع البصري
لقد عالج الفنان الأشكال الهندسية المجردة والمنظمة بطريقة تجعل العين تشعر بأن هذه الأشكال غير مستقرة في مكانها وتتحرك فعلاً وهذا يرجع إلى النظرية العلمية التي تتصل بالإدراك البصري أو الخداع البصري وهذا الشيء لا يتحقق إلا بتشابه صفات الأشكال الأرضية من حيث قوة اللون والتباين الشديد بأن تكون المساحات متساوية فيحدث للإدراك نوع من التذبذب أو الحركة وتشعر العين بأن الأشكال تتحرك، أي تخدع بالقريب والبعيد. وللون دور كبير في خداع البصر، وهذا التصرف اللوني قد بدأ مع الفنان (فكتور فاز ريلي) وأصبح أسلوبا خاصا به، ثم شاع أسلوبًا فنيًا.